# Іван Федоров (фільм)
«Іван Федоров», або «Одкровення Іоанна Першодрукаря» — радянський телевізійний художній фільм 1991 року режисера Юрія Сорокіна. Скорочена версія для прокату в кінотеатрах називалася «Іван Федоров» (прем'єра відбулася у квітні 1992 року).

## Сюжет
Про життя першодрукаря Івана Федорова. У його житті було багато і щасливих, і сумних днів: це і любов до першої дружини Анастасії, яка загинула під час першої московської пожежі, це і довга болісна робота над перекладами, які доручив йому митрополит Макарій. У плідне життя першодрукаря вторгаються політичні чвари, які загострюють його взаємини з Іваном Грозним. Розуміючи, що друкарство в Росії поки нікому не потрібно, Федоров залишає Росію.

## У ролях
- Федір Сухов —  Іван Федоров
- Інокентій Смоктуновський —  Цар Іван Грозний
- Валерій Порошин —  Макарій (митрополит Московський)
- Ігор Тарадайкін —  опричник
- Олександр Трофімов —  Сильвестр
- Марина Шилова —  Анастасія, дружина Івана Федорова
- Ірина Черіченко —  Таїсія
- Рим Аюпов —  Максим Грек
- Володимир Івашов —  Олексій Адашев
- Микита Джигурда —  князь Андрій Курбський
- Валерій Смєцкой —  Федір Басманов
- Микола Мерзлікін —  князь Старицький
- Анатолій Котенєв —  епізод
- Валерій Козинець —  Петро Мстиславець
- Юрій Макаров —  епізод
- Володимир Талашко —  дяк Висковатий
- Євген Редько —  царевич Олексій
- Анатолій Борисов —  епізод
- Борис Сморчков —  чернець Григорій
- Валерій Долженков —  епізод
- Галина Бочарнікова —  дочка купця
- Вадим Вільський
- Олександр Кавалеров —  епізод

## Знімальна група
- Режисери — Юрій Сорокін, Юрій Швирьов
- Сценарист — Олександр Лапшин
- Оператор — Микола Пучков
- Композитор — Юрій Буцко
- Художник — Альфред Таланцев

## Дивись також
- Першодрукар Іван Федоров (фільм, 1941)
- «Я, Франциск Скорина...» — фільм Бориса Степанова[ru] із Олегом Янковським